# Sosti (Grecia)
Sosti  este un oraș în Grecia în prefectura Elida.